# ジェフリー・ロス
ジェフリー・ロス（Jeffrey Ross、1965年9月13日 - ）は、アメリカ合衆国の俳優。

## 出演作品
- ダンク・ブラザース/脱線ファンにご用心（車盗難被害者）
- Bumping Mics with Jeff Ross & Dave Attel (Netflix オリジナル) (2018)
- スニーキー・ピート (2019)